# Can Pradell de la Serra
Can Pradell de la Serra és una masia en estil neoclàssic del municipi de Vallgorguina (Vallès Oriental) que forma part de l'Inventari del Patrimoni Arquitectònic de Catalunya.

## Descripció
És un edifici aïllat constituït per dos cossos de planta rectangular, que formen una ela. Enfront hi ha un pati tancat on s'entra a través d'una bonica portalada de pedra en forma d'arc de mig punt. L'edifici o el cos principal consta de planta baixa i dues plantes, la coberta és a dues vessants. L'altre cos consta de planta baixa i un pis, connectat a l'altre cos per un arc rebaixat a la planta baixa i per una galeria oberta d'arcs de mig punt al primer pis. La coberta és igual, a dues vessants.
Aquest gran edifici és al peu de la carretera que va al Santuari del Corredor. No sabem la data de construcció però sí que l'any 1847 s'hi van fer reformes que li van donar el caràcter neoclàssic que té actualment. Aquesta data està inscrita a la façana del cos de les galeries. Hi ha també una altra data en els enreixats de les finestres de la planta baixa del cos central.